# Dizzy Dean
Jay Hanna Dean, conosciuto anche come Jerome Herman Dean, detto Dizzy (Lucas, 16 gennaio 1910 – Reno, 17 luglio 1974), è stato un giocatore di baseball statunitense di ruolo lanciatore nella Major League Baseball (MLB). È stato introdotto nella National Baseball Hall of Fame nel 1954.

## Carriera
Dean in carriera giocò con St. Louis Cardinals, Chicago Cubs e St. Louis Browns. Una personalità arrogante e sopra le righe, Dean fu l'ultimo giocatore della National League a raggiungere 30 vittorie in una stagione. Vi riuscì nel 1934, venendo premiato come MVP della lega e conquistando a fine anno le uniche World Series della carriera con i Cardinals. La sua carriera si chiuse con i Cubs nel 1941 a causa degli infortuni, salvo tornare per una singola apparizione coi Browns, di cui era il commentatore televisivo, nel 1947, lanciando per quattro inning e non subendo alcun punto. Nel 1999, The Sporting News lo inserì all'85º posto nella classifica dei migliori cento giocatori di tutti i tempi. Quando i Cardinals riaprirono la loro Hall of Fame nel 2014, Dean fu inserito nella loro classe inaugurale.

## Palmarès

### Club
- World Series: 1

St. Louis Cardinals: 1934

### Individuale
- MVP della National League: 1

1934
- MLB All-Star: 4

1934–1937
- Leader della MLB in vittorie: 2

1934, 1935
- Leader della MLB in strikeout: 4

1932–1935
- Atleta maschile dell'anno dell'Associated Press: 1

1934
- Numero 17 ritirato dai St. Louis Cardinals